# Rafael Mendoza Castellón
Rafael Mendoza Castellón (Moro Moro; 20 de octubre de 1924-Vallegrande; 7 de abril de 2002) fue un empresario y dirigente del Club The Strongest. Fue fundador de varias empresas punteras en Bolivia.

## Biografía
Rafael Mendoza Castellón nació el 20 de octubre de 1924 en el municipio de Moro Moro de la provincia Vallegrande, en el Departamento de Santa Cruz, Bolivia. Sus padres fueron David Mendoza y Salomé Castellón.
Terminó sus estudios secundarios en la escuela Manuel María Caballero a los 18 años. Los cursos superiores los realizó en el Instituto Comercial Superior (INCOS) de la ciudad de La Paz, en la carrera de Contador General, para luego trabajar por siete años en una casa importadora. A los 28 años se trasladó a Cochabamba para trabajar en una empresa de sifones. La empresa salió adelante gracias a su trabajo y una vez aprendido el negocio, retornó a La Paz para abrir su propia empresa.
Como empresario fue fundador de la Fábrica de Aguas Gaseosas Oriental (La Paz, 1952), Embotelladora Oriental (Oruro, 1962), La Cascada (La Paz, 1964), Vidrio Lux (Cochabamaba, 1972), Bebidas Gaseosas La Paz (La Paz, 1975), Productos Oriental (Cochabamba), Acerbol (Oruro), Laminadora Oruro y siendo además presidente del directorio del Grupo Mendoza de Inversiones.
Se le condecoró con el Cóndor de los Andes en grado de Caballero por su empeño empresarial y su gran espíritu emprendedor demostrados en la fundación de grandes empresas por todo el país, existentes hasta el día de hoy. También recibió otras importantes distinciones como el Reconocimiento al Mérito de la Federación Boliviana de Fútbol, la distinción del Comité Cívico de Oruro, el Diploma al Mérito de la Asociación Minerva de Oruro, la Medalla Escudo de Armas de Oruro, el León de Oro de la Asociación Club de Leones de Bolivia y la Gran Orden de Amigos de la Ciudad al mérito cívico de La Paz.
El 20 de agosto de 1977, junto con otros dirigentes, fundaron la Liga del Fútbol Profesional Boliviano.
Fue declarado Presidente Honorario y Vitalicio del Club The Strongest así como presidente honorario del Club Olympic, presidente honorario de la Mutual de jugadores de La Paz, socio honorario del Círculo de Periodistas Deportivos de Bolivia, socio honorario del Círculo de Periodistas Deportivos de La Paz, distinción 'Tahuichi Mayor' de la Academia Tahuichi Aguilera y la condecoración al mejor dirigente deportivo de la 'Cabalgata Deportiva'.
Fue declarado Hijo Predilecto de la localidad de Vallegrande, donde financió la construcción de otro complejo deportivo que cuenta con canchas de fútbol, de básquetbol, frontón y una batería de baños y duchas, donde se forman niños vallegrandinos en estos deportes.
Rafael Mendoza falleció el 7 de abril de 2002 debido a cáncer intestinal en la ciudad de Cochabamba a la edad de 77 años.

## The Strongest
Rafael Mendoza Castellon es considerado sin duda el mejor presidente de toda la historia de The Strongest. Fue un gran dirigente atigrado desde 1966 hasta 1991 y varias veces fue elegido para presidir a la institución entre 1968 y 1986.
Fue el gran artífice del renacimiento del Tigre después de la Tragedia de Viloco en 1969, evitando su inminente desaparición. Gracias a sus gestiones es que en 1970 The Strongest consigue los terrenos de Achumani donde se construyó el que es hoy en día el complejo deportivo más grande y moderno del país, además de un estadio para catorce mil personas, bautizado como Estadio Rafael Mendoza Castellón en su honor.
En el ámbito meramente deportivo, en sus diferentes gestiones el club obtuvo los títulos paceños de 1970, 1971 y 1974, así como a nivel nacional subcampeonato de 1970 y el campeonato de 1974 obtenido de forma invicta. En la Liga que él ayudó a fundar, obtuvo los títulos de 1977 y 1986, además de los subcampeonatos de 1979, 1980 y 1981.